# Chrysotus parapicalis
Chrysotus parapicalis är en tvåvingeart som beskrevs av Daniel J. Bickel och Dyte 1989. Chrysotus parapicalis ingår i släktet Chrysotus och familjen styltflugor. Inga underarter finns listade i Catalogue of Life.